# Apterocis rufonotatus
Apterocis rufonotatus är en skalbaggsart som beskrevs av Perkins 1900. Apterocis rufonotatus ingår i släktet Apterocis och familjen trädsvampborrare. Inga underarter finns listade i Catalogue of Life.